# 古瓷窑址
古瓷窑址，位于山西省吕梁市交城县城东北3公里磁窑村，是中华人民共和国山西省文物保护单位之一。
1996年1月12日，授予山西省文物保护单位，是一座古遗址。